# Julius Günther (Politiker)
Julius Günther (* 10. August 1824 in Laßwitz, Oberschlesien; † 15. Juli 1909 in Friedenau bei Berlin) war ein deutscher Richter und Abgeordneter.

## Leben
Günther besuchte das Gymnasium in Neisse. Nach dem Abitur studierte er an der Universität Breslau Rechtswissenschaft. 1844 wurde er Mitglied des Corps Borussia Breslau. Seit Mai 1853 war er Gerichtsassessor, Oktober 1855 Kreisrichter, April 1864 Staatsanwalt, Juli 1867 Kreisgerichtsdirektor und seit Oktober 1879 Landgerichtspräsident; als solcher erhielt er den Charakter als Geh. Oberjustizrat.
Von 1877 bis 1898 war er Mitglied des Preußischen Abgeordnetenhauses und zwar bis 1882 für den Wahlkreis Posen 6 (Fraustadt  -Kröben), seit 1882 für den Wahlkreis Merseburg 8 (Naumburg - Weißenfels - Zeitz). Von 1887 bis 1898 war er Mitglied des Deutschen Reichstags für den Wahlkreis Regierungsbezirk Merseburg 8 (Naumburg, Weißenfels, Zeitz) und die Nationalliberale Partei.

## Ehrungen
- Roter Adlerorden 2. Klasse mit Eichenlaub
- Königlicher Kronen-Orden (Preußen) 2. Klasse mit dem Stern